# Chi Lăng, Bắc Ninh
Chi Lăng là một xã thuộc tỉnh Bắc Ninh, Việt Nam.

## Địa lý
Xã Chi Lăng có vị trí địa lý:
- Phía đông giáp các phường Bồng Lai và Phương Liễu
- Phía tây giáp xã Tân Chi
- Phía nam giáp phường Mão Điền và xã Đông Cứu
- Phía bắc giáp phường Nam Sơn.

Xã Chi Lăng có diện tích 23,39 km², dân số 23.317 người, mật độ dân số đạt 996 người/km².

## Lịch sử
Ngày 24 tháng 10 năm 2024, Ủy ban Thường vụ Quốc hội ban hành Nghị quyết số 1255/NQ-UBTVQH15 về việc sắp xếp đơn vị hành chính cấp xã của tỉnh Bắc Ninh giai đoạn 2023 – 2025 (nghị quyết có hiệu lực từ ngày 1 tháng 12 năm 2024). Theo đó, sáp nhập toàn bộ 6,02 km² diện tích tự nhiên và quy mô dân số là 5.221 người của xã Hán Quảng vào xã Chi Lăng. Xã Chi Lăng có 15,69 km² diện tích tự nhiên và quy mô dân số là 16.346 người.
Ngày 16 tháng 6 năm 2025, Ủy ban Thường vụ Quốc hội ban hành Nghị quyết số 1658/NQ-UBTVQH15 của UBTVQH về việc sắp xếp các đơn vị hành chính cấp xã của tỉnh Bắc Ninh năm 2025. Theo đó, sắp xếp toàn bộ diện tích tự nhiên, quy mô dân số của xã Yên Giả và xã Chi Lăng thành xã mới có tên gọi là xã Chi Lăng.